# Strongylodon macrobotrys
Strongylodon macrobotrys är en ärtväxtart som beskrevs av Asa Gray. Strongylodon macrobotrys ingår i släktet Strongylodon och familjen ärtväxter. Inga underarter finns listade i Catalogue of Life.

## Bildgalleri

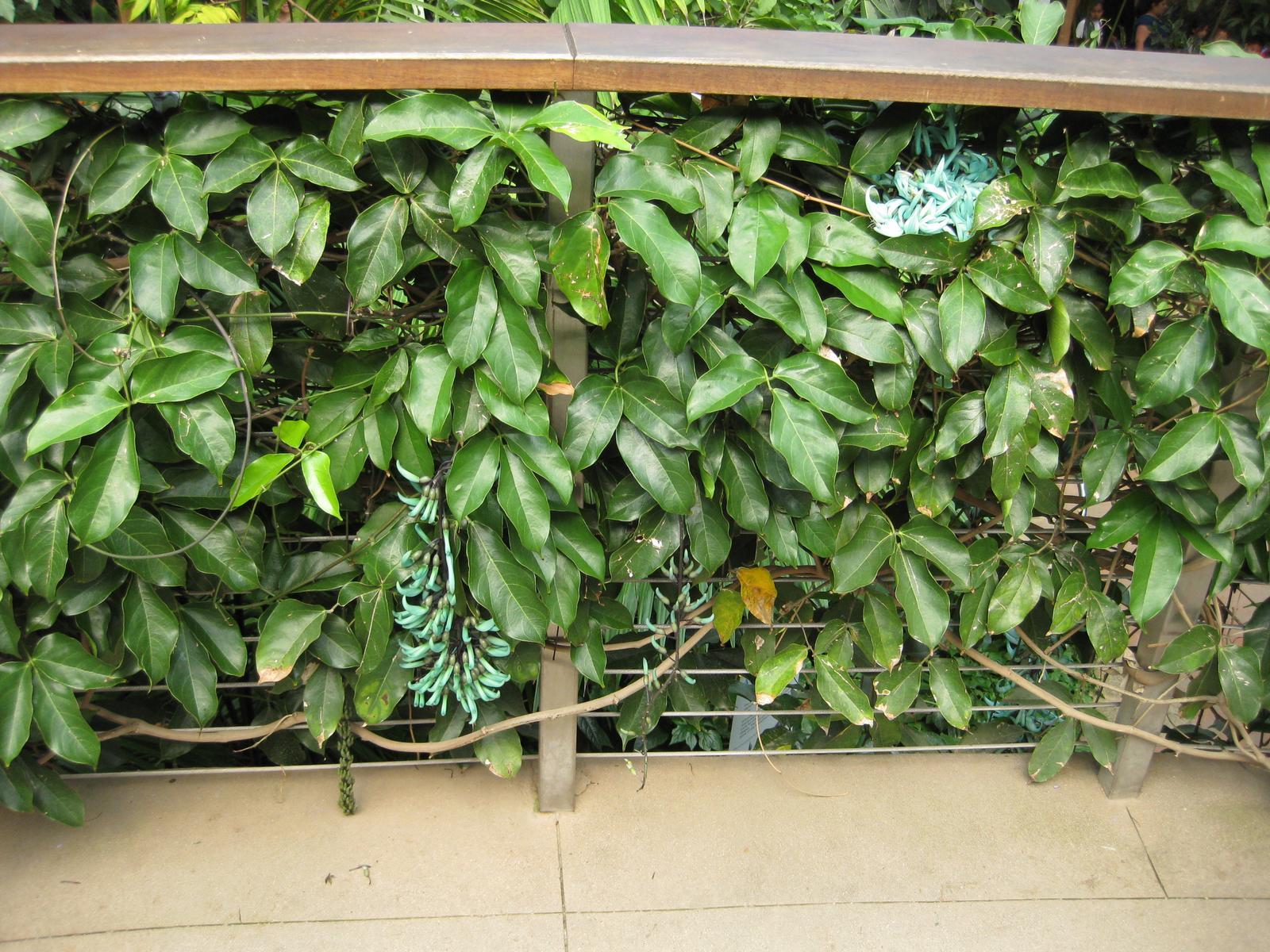
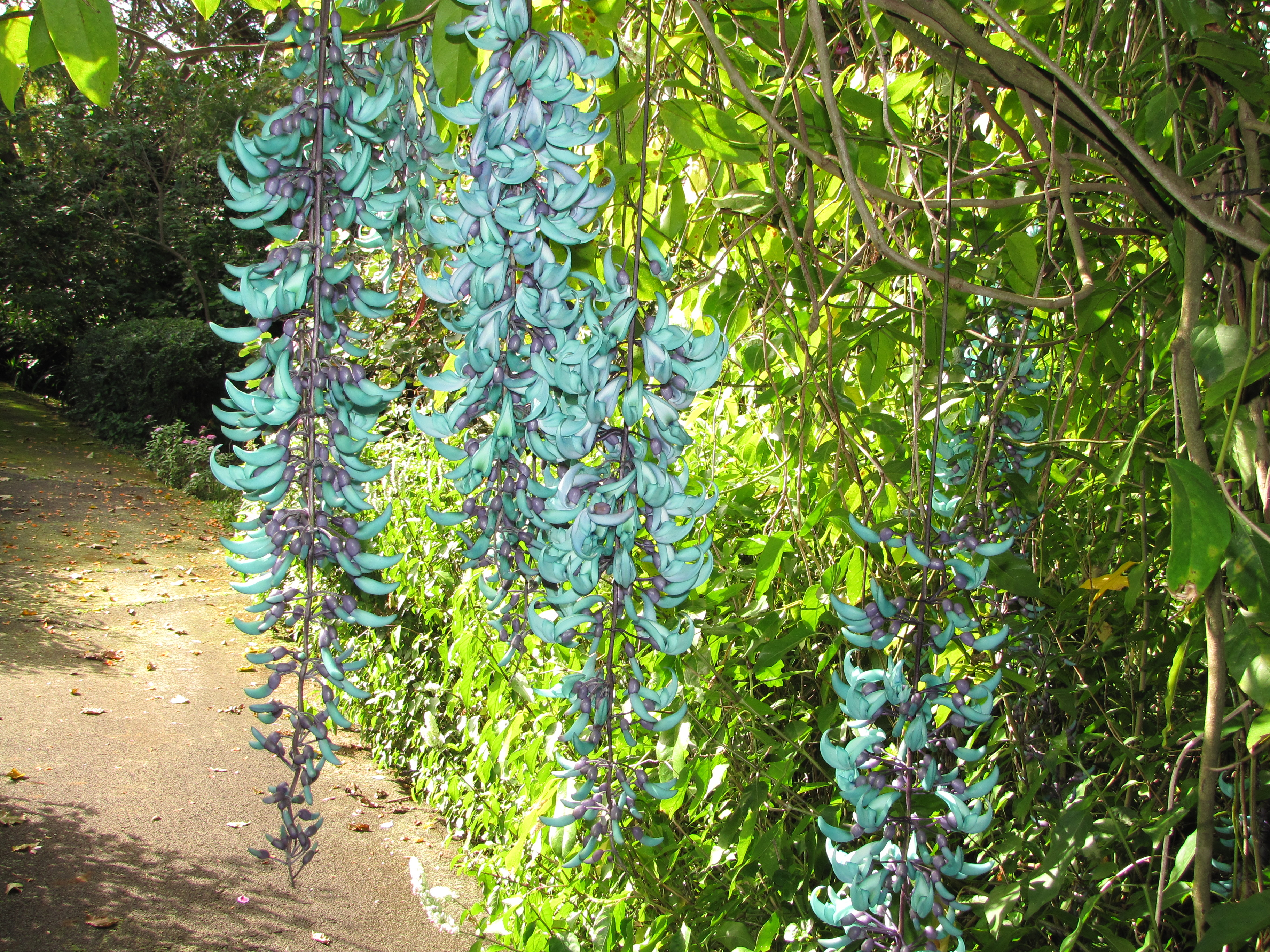
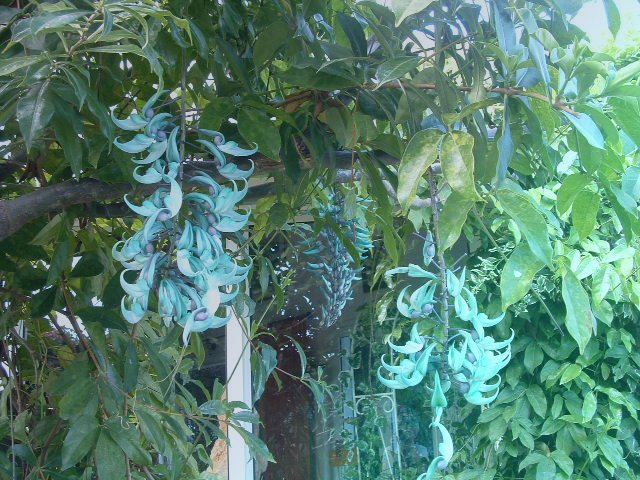
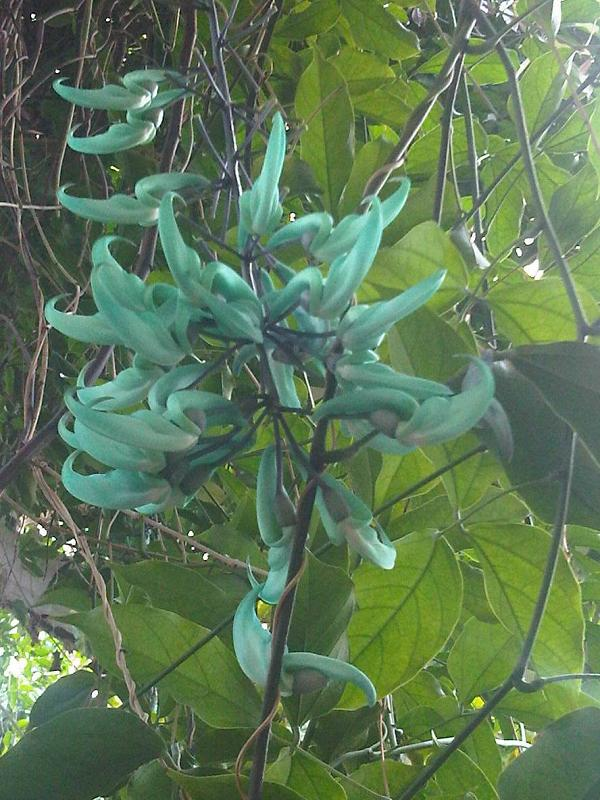
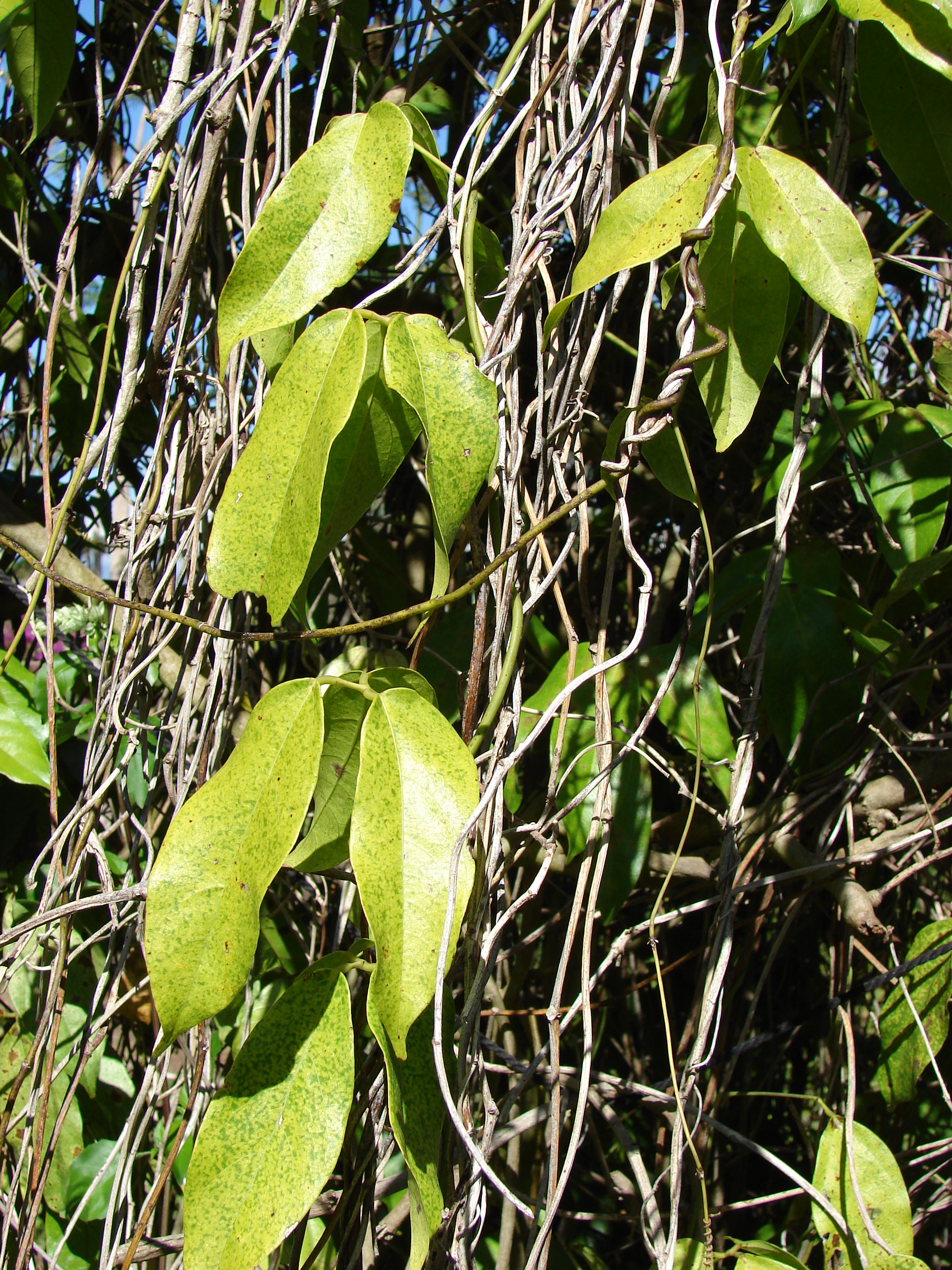
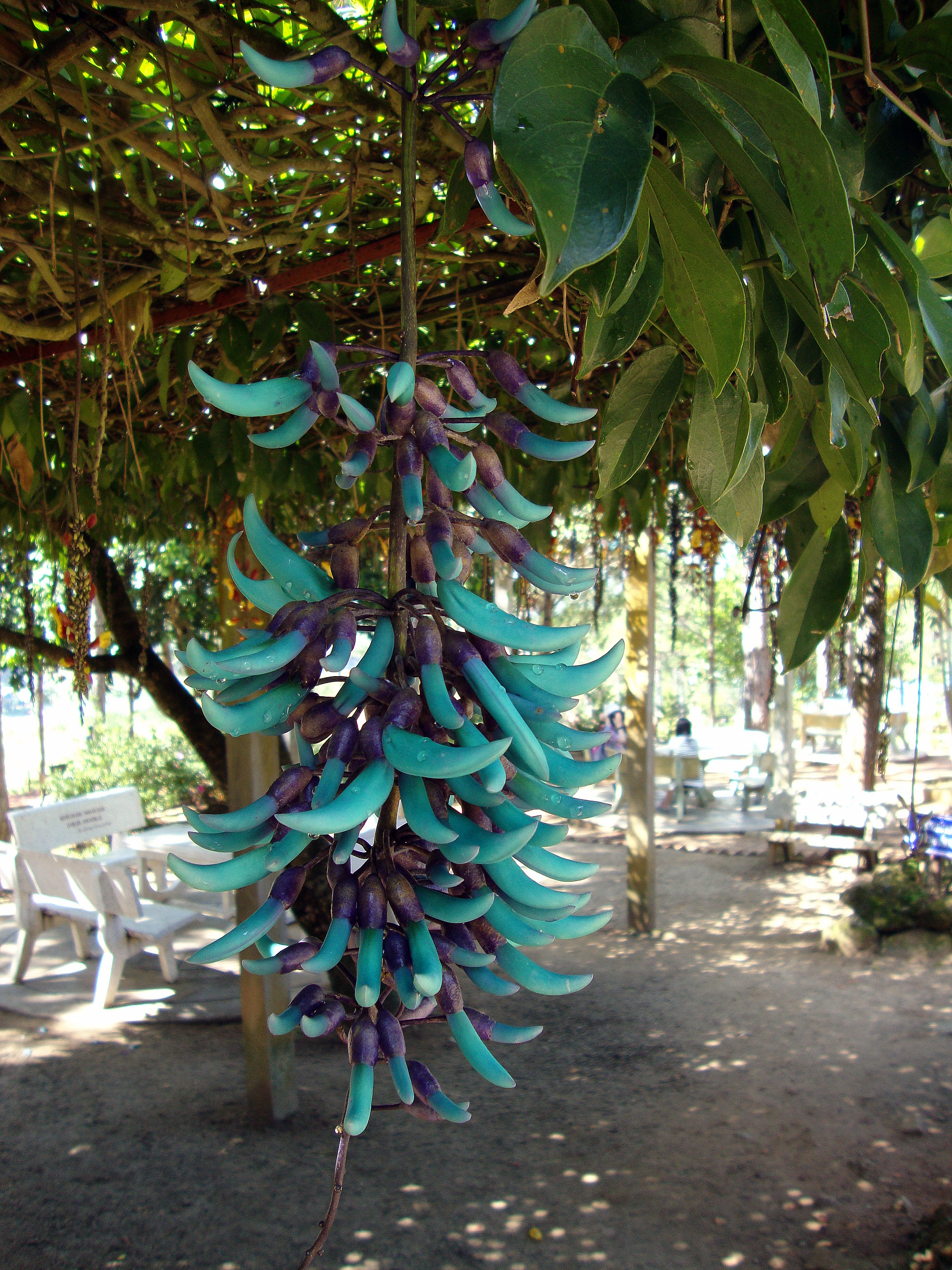